# 서산 송씨
서산 송씨(瑞山宋氏)는 충청남도 서산시를 본관으로 하는 한국의 성씨이다.
시조인 송자영은 고려 충렬왕 때 봉익대부판도판서(奉翊大夫版圖判書)를 지냈으며 서산군(瑞山君)에 봉해져 그의 후손들이 송자영을 시조하고 서산을 관향으로 삼았다고 한다.

## 참고 자료
- “서산 송씨 瑞山宋氏”. 《향토문화전자대전》. 2022년 9월 21일에 원본 문서에서 보존된 문서.